# Caprimulgus longirostris
Caprimulgus longirostris е вид птица от семейство Caprimulgidae.

## Разпространение
Видът е широко разпространен в Южна Америка, където се среща в Андите, планините Кордилера де ла Коста, Тепуи, по-голямата част от Чили, Аржентина, Парагвай, Уругвай и Източна Бразилия. Среща се на надморска височина до 4200 метра.